# Le quai malaquais
Le Quai Malaquais – vollständiger Titel: Le Quai Malaquais et l’institut, Printemps (Der Quai Malaquais und das Institut / Frühling) – ist ein Gemälde, das der französische Maler Camille Pissarro in seinem letzten Lebensjahr schuf. Es war 1938 mit der Kunstsammlung von Samuel Fischer in Wien von der Gestapo beschlagnahmt worden und als NS-Raubkunst über Jahrzehnte verschollen. Im Juni 2007 wurde es in einem Schweizer Banksafe des Kunsthändlers Bruno Lohse gefunden.

## Beschreibung
Le Quai Malaquais et l’institut, Printemps ist ein Werk des späten Impressionismus und weist Elemente des Pointillismus auf. Es zeigt den in Paris am rechten Seineufer gelegenen Quai Malaquais. Die mit Pferdefuhrwerken befahrene Straße verläuft diagonal, während sie am unteren Bildrand zwei Drittel der Breite einnimmt und die rechte Bildhälfte beherrscht, reduziert sie sich im goldenen Schnitt zu einem Drittel und verliert sich in der Bildmitte in Häuserreihen. Parallel dazu weitet sich der Fluss, der Blick darauf wird von einer wenig begrünten Baumreihe teilverdeckt. In verkürzter Perspektive bilden die Pont du Carrousel und die Pont des Arts Bildwaagerechte. Die Horizontlinie wird durch die Kuppel des Institut de France unterbrochen. Vorherrschende Farben sind Graubraun und Graublau.
Das Bild hat die Maße 54 × 65 Zentimeter und ist am unteren Bildrand rechts signiert mit C. Pissarro und datiert auf 1903.

## Provenienz
Das Gemälde wurde 1904 von einem Sohn Pissarros an die Kunsthandlung Bernheim-Jeune in Paris verkauft. Über die Vermittlung des Berliner Kunsthändlers Paul Cassirer erwarb der Verleger Samuel Fischer das Bild am 30. März 1907. Nach dessen Tod 1934 ging es in das Eigentum seines Schwiegersohns Gottfried Bermann Fischer über. Als Jude von den Nationalsozialisten verfolgt, emigrierte dieser zunächst nach Wien, später über Stockholm nach New York. Der Quai Malaquais blieb, neben weiteren Kunstwerken, im Wiener Haus der Familie zurück und wurde dort im März 1938 von der Gestapo beschlagnahmt. Die nationalsozialistische Verwertungsstelle für jüdisches Umzugsgut lieferte das Gemälde zur Versteigerung am 21. Mai 1940 in das Auktionshaus Dorotheum ein. Im dortigen Katalog war es unter der Losnummer 339 fälschlich als ein Gemälde von Paul Emile Pissarro, dem jüngsten Sohn Camilles, unter dem Titel Pariser Boulevard mit unkorrekter Datierung (1902) und Maßangaben (63 × 52 cm) ausgewiesen. Es wurde für 1200 Reichsmark von dem österreichischen Kunsthändler Eugen Primavesi ersteigert, dem eine „unrühmliche Rolle“ beim Handel mit geraubter Kunst zugeschrieben wird. Vermutlich kaufte Primavesi den Pissarro im Auftrag des Berliner Auktionators und größten Profiteurs des NS-Kunsthandels Hans Wolfgang Lange.
Nach dem Krieg beauftragte Bermann Fischer einen Anwalt mit der Suche nach der geraubten Kunstsammlung. Aufgrund der falschen Angaben im Katalog des Dorotheums konnte das Gemälde nicht eindeutig identifiziert werden, so wurde ein sich 1946 im Nachlass Hans W. Langes befindliches Pissarro-Gemälde als nicht identisch vermutet. Ein weiterer Hinweis führte zu Hans Wendland, dem Kunsthändler Adolf Hitlers, der das Bild vor 1949 besessen haben soll. Da Bermann Fischer sich weigerte, für weitere Informationen zu zahlen, erklärte Wendland alle vorherigen Aussagen bezüglich des Quai Malaquais als Irrtum.
Eine erste Spur zu dem Gemälde ergab sich 2003, als Gisela Bermann Fischer, Tochter von Gottfried Bermann Fischer, einen Hinweis auf einen Ausstellungskatalog aus dem Jahr 1984 erhielt. Demnach war das Gemälde in der Lausanner Fondation de l’Hermitage in der Ausstellung L’Impressionnisme dans les collections romandes (Der Impressionismus in den Sammlungen der Romandie) vom 17. Juni bis 31. Oktober 1984 gezeigt worden. Auf Nachfrage machte das Museum keine Angaben zur Herkunft und zum Verbleib. Recherchen ergaben jedoch den Verdacht, dass der Einlieferer der Kunsthändler Bruno Lohse gewesen sein könnte, der während des Zweiten Weltkriegs als stellvertretender Direktor des Einsatzstabes Reichsleiter Rosenberg (ERR) am Kunstraub in Frankreich beteiligt war. Auf Anfragen im Mai 2003 und Juli 2006 gab Lohse jedoch an, nichts von dem Pissarro zu wissen.
Im Januar 2007 nahmen der deutsche Kunsthändler Peter Griebert und der amerikanische Historiker Jonathan Petropoulos Kontakt zu Gisela Bermann Fischer auf und gaben an, im Auftrag einer Schweizer Erbengemeinschaft zu handeln, die das Gemälde gutgläubig erworben hätte und nun an die rechtmäßige Eigentümerin zurückgeben wolle. Allerdings wurde ein Finderlohn in Höhe von 18 Prozent des aktuellen Marktwerts des Pissarro für das Zustandekommen der Rückgabe verlangt. Fischer erstattete Anzeige wegen versuchter Erpressung, im daraus folgenden Ermittlungsverfahren erhärtete sich der Verdacht gegen Bruno Lohse, im Besitz des Gemäldes gewesen zu sein. Bruno Lohse war am 19. März 2007 in München gestorben. Es wurde festgestellt, dass dieser der Gründer und im Grunde der Eigentümer der Schönart Anstalt mit Eintrag im Handelsregister von Liechtenstein am 1. Juni 1978 war, er selbst dieser Anstalt am 28. Juni 1978 vierzehn Gemälde zum Zwecke des Verkaufs schenkte und diese Gemälde in einem Safe der Zürcher Kantonalbank aufbewahrt wurden. Zeichnungsberechtigt für den Safe war seit spätestens 1988 Peter Griebert, der als Vertrauter Lohses galt. Dieser war wiederum der Sohn des Kunsthändlers Bruno Griebert, der  in der Zeit des Nationalsozialismus für den ERR tätig und ein Freund und Kollege Bruno Lohses gewesen war.
Im Juni 2007 ließ der Zürcher Bezirksstaatsanwalt den Inhalt des Safes beschlagnahmen. Darin befanden sich, neben Pissarros Quai Malaquais, zwei weitere Gemälde und eine Reihe von Dokumenten, die insbesondere Auskunft über Bilderverkäufe gaben. Die gefundenen Aufzeichnungen zum Pissarro-Gemälde enthielten ein Schreiben eines Schweizer Rechtsanwaltes vom 2. Juli 1957, mit dem dieser angibt, dass Bruno Lohse das Bild für ihn in Berlin für 10.000 Dollar erworben hatte. Da es sich aber seit 1978 in dem Tresor und damit weiterhin im Besitz Lohses befand, wird ein Scheingeschäft aus Steuerersparnisgründen vermutet. Von wem Lohse das Gemälde erwarb, konnte nicht geklärt werden.
Das Gemälde wurde 2008 an Gisela Bermann Fischer zurückgegeben. Im Sommer 2009 sollte es bei Christie’s versteigert werden, wurde aber eine Stunde vor Beginn der Auktion zurückgezogen, nachdem ein Neffe von Gisela Bermann Fischer Ansprüche geltend gemacht hatte. Nach erzielter Einigung kam das Bild am 3. November 2009 zur Versteigerung; ein unbekannter Käufer erwarb es für 2,1 Millionen Dollar.